# Вьетнам (фильм)
«Вьетнам» (вьет. Việt Nam) — первый совместный советско-вьетнамский художественно-документальный фильм режиссёра Романа Кармена. Снят на цветную пленку.
В северном и объединённом Вьетнаме до 2004 года демонстрировалась только черно-белая копия этого фильма под названием «Вьетнам на пути к победе» (вьет. Việt Nam trên đường thắng lợi).
Из материала, отснятого в Ханое на параде Победы 1 января 1955 года, был смонтирован отдельный документальный фильм на вьетнамском языке «Исторический день» (Ngày lịch sử) (1955).
Цветная версия фильма «Вьетнам» впервые была показана по вьетнамскому телевидению в 2004 году по случаю 50-летней годовщины со дня победы под Дьенбьенфу.

## Съёмки
В мае 1954 года на базу вьетнамских национальных партизанских сил и руководства ДРВ, действовавшего в подполье в джунглях в северовьетнамском районе Вьетбак, впервые прибыла группа кинооператоров из СССР (Владимир Ешурин, Евгений Мухин, во главе с Романом Карменом). Группа встретилась с Хо Ши Мином и в течение восьми месяцев, вместе с кинематографистами ДРВ (Фам Ван Кхоа, Май Лок, Нгуен Тьен Лой, Куанг Хюи, Хонг Нги, писатель Нгуен Динь Тхи), снимала материал для документального фильма. Всего было отснято около сорока тысяч метров цветной пленки.
Из-за того, что вьетнамские власти опасались за безопасность советских кинооператоров, многие сцены боёв в фильме «Вьетнам» были взяты из материалов, отснятых ранее вьетнамскими кинооператорами, а также многие сцены боёв были сделаны постановочными, в виде реконструкций реальных событий. Именно по этой причине в титрах фильма указано, что он — художественно-документальный.
Встречаясь с пленными французами, Роман Кармен несколько раз общался с пленным французским фронтовым кинооператором Пьером Шёндёрффером и просматривал отснятые им документальные киносъёмки боёв, конфискованные вьетнамскими властями. Какова последующая судьба этих киноплёнок, до сих пор широкой общественности неизвестно. Пьер Шёндёрффер через некоторое время был освобождён и вернулся на родину во Францию, это произошло во многом благодаря Роману Кармену. Позже, уже став знаменитым кинорежиссёром, Пьер Шёндёрффер в своих интервью вспоминал о встречах в плену с Романом Карменом и в числе прочего указывал на то, что многие постановочные сцены боёв были сделаны Романом Карменом на основе кадров с его, Пьера Шёндёрффера, документальных киноплёнок.

## Содержание
Фильм начинается с кадров Парада Победы в Ханое 1 января 1955 года.
Далее в фильме рассказывается об истории и традициях вьетнамского народа, а также демонстрируются многочисленные документальные и реконструированные кадры различных событий Первой Индокитайской войны, в том числе: встреча с бывшим командующим гарнизона Дьенбьенфу пленным генералом де Кастри, освобождение вьетнамских провинций от французов, передача города Ханоя от французов вьетнамским партизанам и др.

## Съёмочная группа
- Роман Кармен — автор сценария, режиссёр, кинооператор
- Фам Ван Кхоа — консультант, помощник режиссёра (в титрах не указан)[5]
- Владимир Ешурин — кинооператор
- Евгений Мухин — кинооператор
- Хонг Нги — кинооператор
- Май Лок — кинооператор
- Нгуен Тьен Лой — кинооператор
- Куанг Хюи — кинооператор
- Нгуен Динь Тхи — помощник по литературе[9], литературный консультант
- Пьер Шёндёрффер — кинооператор, в титрах не указан

## Награды
- В 1955 году Роман Кармен, Владимир Ешурин и Евгений Мухин были награждены орденами Труда Вьетнама[10].